# Supapitch Kuearum
Supapitch Kuearum (* 28. März 2002) ist eine thailändische Tennisspielerin.

## Karriere
Supapitch spielt vorrangig Turniere auf der ITF Women’s World Tennis Tour, wo sie bislang aber noch keinen Titel gewinnen konnte.
2018 startete sie für das Junior Fed-Cup-Team von Thailand.